# العفرى كولا
الأفرى كولا هو مشروب غازي كولا ألماني. أصدرته شركة F. Blumhoffer Nachfolger GmbH في عام 1931. اليوم تنتمي العلامة التجارية لشركة Mineralbrunnen Überkingen-Teinach AG. كانت أفري كولا في يوم من الأيام واحدة من أشهر العلامات التجارية للكولا في ألمانيا، ولكنها خسرت حصة كبيرة في السوق منذ الستينيات.